# Спасовходская, Зоя Фёдоровна
Зоя Фёдоровна Спасовходская (род. 31 марта 1949, Шатрово, Курганская область), в девичестве Байкалова — советская легкоатлетка, специалистка по многоборьям. Выступала за сборную СССР по лёгкой атлетике в 1970-х годах, обладательница бронзовой медали чемпионата Европы, победительница Кубка Европы в командном зачёте, призёрка первенств национального значения. Представляла Москву и спортивное общество «Буревестник». Мастер спорта СССР международного класса.

## Биография
Зоя Фёдоровна Байкалова родилась 31 марта 1949 года в селе Шатрово Шатровского сельсовета Шатровского района Курганской области, ныне село — административный центр Шатровского муниципального округа той же области.
Начала заниматься лёгкой атлетикой в 1968 году, проходила подготовку в Москве под руководством тренера Марии Васильевны Голубничей. Состояла в добровольном спортивном обществе «Буревестник». Окончила Государственный центральный ордена Ленина институт физической культуры.
Впервые заявила о себе на взрослом всесоюзном уровне в сезоне 1974 года, выиграв серебряную медаль в пятиборье на чемпионате СССР по многоборьям в Москве — уступила здесь только Надежде Ткаченко. Попав в основной состав советской национальной сборной, побывала на чемпионате Европы в Риме, откуда привезла награду бронзового достоинства.
В 1975 году на Кубке Европы по легкоатлетическим многоборьям в Быдгоще с советской сборной стала серебряной призёркой в командном зачёте.
В 1976 году в троеборье была второй на зимнем чемпионате СССР в Москве. Летом добавила в послужной список серебряную награду, выигранную с командой «Буревестника» в эстафете 4 × 100 метров на чемпионате СССР в Ереване.
В 1977 году в пятиборье взяла бронзу на зимнем чемпионате СССР в Минске. Принимала участие в Кубке Европы в Лилле — стала серебряной призёркой в личном зачёте и помогла своим соотечественницам выиграть женский командный зачёт.
В 1978 году выиграла серебряную медаль в пятиборье на зимнем чемпионате СССР в Харькове.
Когда в 1980 году стало разыгрываться женское семиборье, Спасовходская на соревнованиях в Пятигорске показала лучший результат мирового сезона в данной дисциплине, набрав 6049 очков.
После завершения спортивной карьеры работала преподавателем на кафедре лёгкой атлетики и плавания в Московском городском педагогическом университете.

## Награды и звания
- Мастер спорта СССР международного класса

## Семья
- Муж Игорь Владиславович Спасовходский (род. 1 мая 1948), спортсмен — дискобол (метатель диска).
  - Сын Игорь Игоревич Спасовходский (род. 1 августа 1979 года, Москва), спортсмен — легкоатлет, добился успеха в тройных прыжках[2].